# أنجيلو فالكون
أنجيلو فالكون (بالإنجليزية: Angelo Falcón)‏ هو عالم سياسة أمريكي، ولد في 23 يونيو 1951 في سان خوان في الولايات المتحدة، وتوفي في 24 مايو 2018 في بروكلين في الولايات المتحدة.